# تمدن تالش-مغان

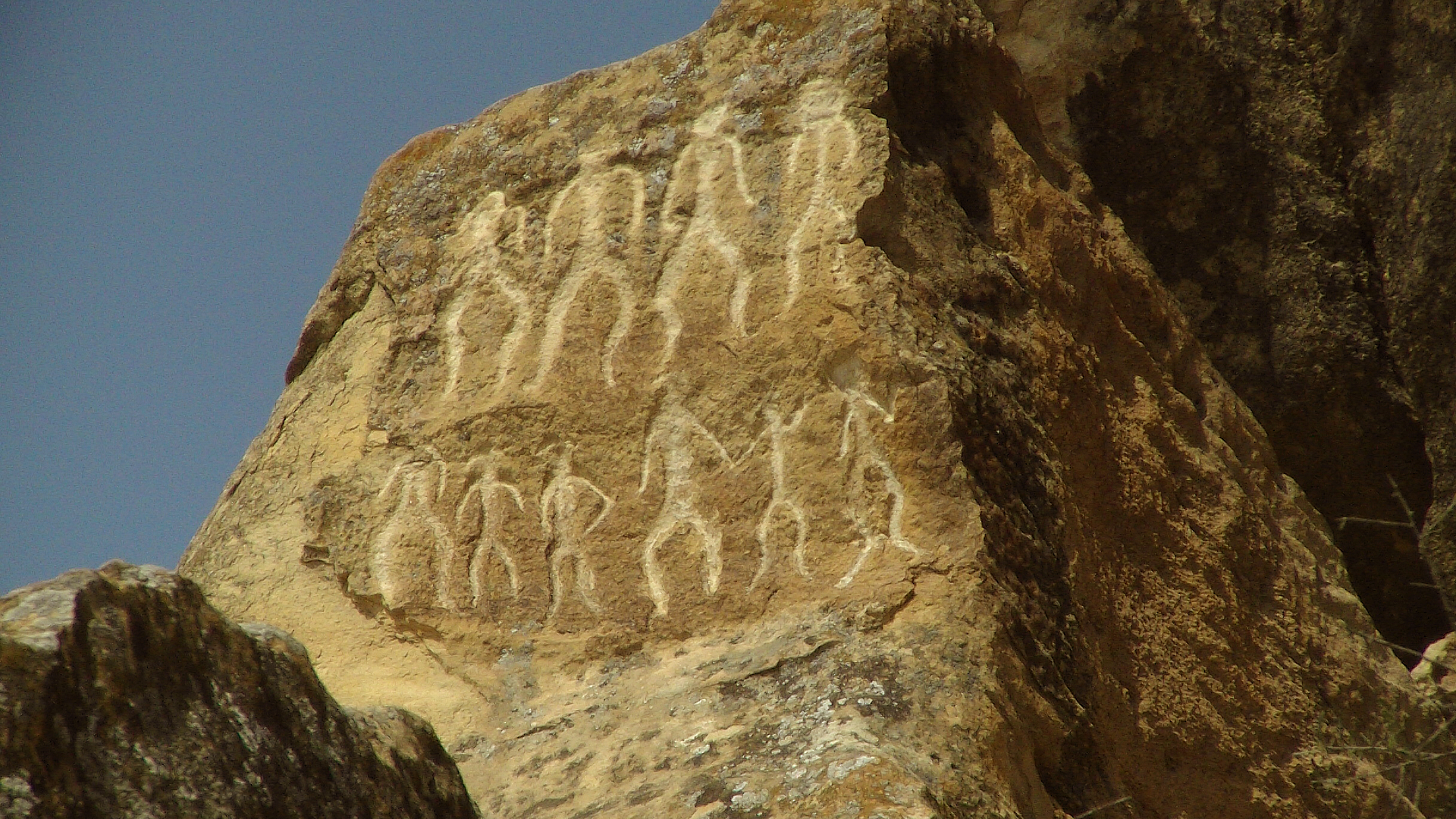
برخی سنگ نوشته های تمدن تالش-مغان

تمدن تالش-مغان یا تمدن مغان یک تمدن باستان‌شناسی مربوط به اواخر عصر برنز و اوایل عصر آهن است (اواخر سده ۲ - آغاز هزاره نخست پیش از میلاد) که در دشت مغان و کوه‌های تالش در شمال‌غربی ایران و جنوب‌شرقی جمهوری آذربایجان جای داشته‌است.

## ویژگی‌ها
ویژگی‌های تمدن تالش-مغان عبارتند از:
1. گورها در جعبه‌های سنگی
2. گورها می‌توانند مجرد، خوشه‌ای، مشترک - شامل مردان و زنانی باشند که در کنار هم دفن شده‌اند و موجودی غنی و ضعیفی دارند.[۲]
3. دامداری، کشاورزی و شاید ماهی‌گیری از مشاغل اصلی بود.[۳]
4. ادوات و اسلحه‌ها از برنز و آهن ساخته شده بودند.
5. سلاح‌ها شمشیرهای برنزی و آهنی بودند که دارای دو لبه و خنجرهای برنزی با دسته (از نوع آسیای غربی) بودند.[۴]
6. سفال‌ها با دست ساخته می‌شد. همچنین شمار فراوانی ظروف و عطردان هم یافت شد.